# Alban Pnishi
Alban Pnishi (Zurigo, 20 ottobre 1990) è un calciatore svizzero naturalizzato kosovaro, difensore del Wohlen.

## Carriera

### Club
Il 1º luglio 2015 viene acquistato a titolo definitivo dal Grasshoppers, squadra militante nella massima serie svizzera.

### Nazionale
Il 30 agosto 2016, il commissario tecnico del Kosovo Albert Bunjaku lo convoca in vista della partita valida per le qualificazioni al Mondiale 2018 da disputarsi contro la Finlandia. Il 5 settembre 2016 è stato così schierato titolare contro la Finlandia, in una partita terminata sul punteggio di 1-1.

## Statistiche

### Presenze e reti nei club
Statistiche aggiornate al 24 dicembre 2019.
| Stagione            | Squadra             | Campionato          | Campionato | Campionato | Coppe nazionali | Coppe nazionali | Coppe nazionali | Coppe continentali | Coppe continentali | Coppe continentali | Altre coppe | Altre coppe | Altre coppe | Totale | Totale |
| Stagione            | Squadra             | Comp                | Pres       | Reti       | Comp            | Pres            | Reti            | Comp               | Pres               | Reti               | Comp        | Pres        | Reti        | Pres   | Reti   |
| ------------------- | ------------------- | ------------------- | ---------- | ---------- | --------------- | --------------- | --------------- | ------------------ | ------------------ | ------------------ | ----------- | ----------- | ----------- | ------ | ------ |
| 2019-2020           | Wohlen              | CL                  | 14         | 0          | CS              | 0               | 0               | -                  | -                  | -                  | -           | -           | -           | 14     | 0      |
| 2010-2011           | Wohlen              | CL                  | 16         | 1          | CS              | 3               | 0               | -                  | -                  | -                  | -           | -           | -           | 19     | 1      |
| 2011-2012           | Wohlen              | CL                  | 28         | 0          | CS              | 3               | 0               | -                  | -                  | -                  | -           | -           | -           | 31     | 0      |
| 2012-2013           | Wohlen              | CL                  | 33         | 1          | CS              | 2               | 0               | -                  | -                  | -                  | -           | -           | -           | 35     | 1      |
| 2013-2014           | Wohlen              | CL                  | 29         | 0          | CS              | 2               | 0               | -                  | -                  | -                  | -           | -           | -           | 31     | 0      |
| 2014-2015           | Wohlen              | CL                  | 29         | 0          | CS              | 2               | 0               | -                  | -                  | -                  | -           | -           | -           | 31     | 0      |
| Totale Wohlen       | Totale Wohlen       | Totale Wohlen       | 149        | 2          |                 | 12              | 0               |                    | -                  | -                  |             | -           | -           | 161    | 2      |
| 2015-2016           | Grasshoppers        | SL                  | 26         | 1          | CS              | 1               | 0               | -                  | -                  | -                  | -           | -           | -           | 27     | 1      |
| 2016-2017           | Grasshoppers        | SL                  | 24         | 0          | CS              | 0               | 0               | UEL                | 6                  | 0                  | -           | -           | -           | 30     | 0      |
| 2017-2018           | Grasshoppers        | SL                  | 7          | 0          | CS              | 1               | 0               | -                  | -                  | -                  | -           | -           | -           | 8      | 0      |
| Totale Grasshoppers | Totale Grasshoppers | Totale Grasshoppers | 57         | 1          |                 | 2               | 0               |                    | 6                  | 0                  |             | -           | -           | 65     | 1      |
| 2018-2019           | Bnei Sakhnin        | LhA                 | 31         | 0          | CI+CdL          | 4+2             | 0               | -                  | -                  | -                  | -           | -           | -           | 37     | 0      |
| 2019-2020           | Bnei Yehuda         | LhA                 | 10         | 1          | CI+CdL          | 1+0             | 0               | UEL                | 4                  | 0                  | -           | -           | -           | 15     | 1      |
| Totale carriera     | Totale carriera     | Totale carriera     | 247        | 4          |                 | 21              | 0               |                    | 10                 | 0                  |             | -           | -           | 278    | 4      |

### Cronologia presenze e reti in Nazionale
| Cronologia completa delle presenze e delle reti in nazionale ― Kosovo | Cronologia completa delle presenze e delle reti in nazionale ― Kosovo | Cronologia completa delle presenze e delle reti in nazionale ― Kosovo | Cronologia completa delle presenze e delle reti in nazionale ― Kosovo | Cronologia completa delle presenze e delle reti in nazionale ― Kosovo | Cronologia completa delle presenze e delle reti in nazionale ― Kosovo | Cronologia completa delle presenze e delle reti in nazionale ― Kosovo | Cronologia completa delle presenze e delle reti in nazionale ― Kosovo |
| Data                                                                  | Città                                                                 | In casa                                                               | Risultato                                                             | Ospiti                                                                | Competizione                                                          | Reti                                                                  | Note                                                                  |
| --------------------------------------------------------------------- | --------------------------------------------------------------------- | --------------------------------------------------------------------- | --------------------------------------------------------------------- | --------------------------------------------------------------------- | --------------------------------------------------------------------- | --------------------------------------------------------------------- | --------------------------------------------------------------------- |
| 5-9-2016                                                              | Turku                                                                 | Finlandia                                                             | 1 – 1                                                                 | Kosovo                                                                | Qual. Mondiali 2018                                                   | -                                                                     |                                                                       |
| 6-10-2016                                                             | Scutari                                                               | Kosovo                                                                | 0 – 6                                                                 | Croazia                                                               | Qual. Mondiali 2018                                                   | -                                                                     |                                                                       |
| 9-10-2016                                                             | Cracovia                                                              | Ucraina                                                               | 3 – 0                                                                 | Kosovo                                                                | Qual. Mondiali 2018                                                   | -                                                                     |                                                                       |
| 12-11-2016                                                            | Antalya                                                               | Turchia                                                               | 2 – 0                                                                 | Kosovo                                                                | Qual. Mondiali 2018                                                   | -                                                                     |                                                                       |
| 24-3-2017                                                             | Scutari                                                               | Kosovo                                                                | 1 – 2                                                                 | Islanda                                                               | Qual. Mondiali 2018                                                   | -                                                                     |                                                                       |
| 11-6-2017                                                             | Scutari                                                               | Kosovo                                                                | 1 – 4                                                                 | Turchia                                                               | Qual. Mondiali 2018                                                   | -                                                                     |                                                                       |
| 9-10-2017                                                             | Reykjavík                                                             | Islanda                                                               | 2 – 0                                                                 | Kosovo                                                                | Qual. Mondiali 2018                                                   | -                                                                     | 45’ 54’                                                               |
| Totale                                                                |                                                                       | Presenze                                                              | 7                                                                     |                                                                       | Reti                                                                  | 0                                                                     |                                                                       |